# Karlócai János
Karlócai János (Karl János) (Kolozsvár, 1920. szeptember 4. – Kaukázus, OSZSZSZK, 1976. augusztus 5.) jogász, alpinista, hegymászó; az állam- és jogtudományok kandidátusa (1974).

## Életpályája
1930-ban édesanyjával Kecskemétre költözött. Középiskoláját Szegeden kezdte, majd Kecskeméten érettségizett 1938-ban a Kecskeméti Piarista Gimnáziumban. A háború alatt Zágrábban és Bécsben teljesített szolgálatot, emellett a Kisebbségvédelmi Intézetnél dolgozott és írt. 1942–1943 között a Pázmány Péter Tudományegyetem Statisztikai és Demográfiai Intézetének gyakornoka volt. 1943-ban a Pázmány Péter Tudományegyetemen jogi doktorrá avatták. 1943–1946 között a Budapesti Ügyvédi Kamara ügyvédjelöltjeként dolgozott. 1946-ban egységes bírói és ügyvédi vizsgát tett. 1947–1948 között a Bécsi Magyar Politikai Misszió munkatársaként tevékenykedett. 1948-ban hazajött és ügyvédként kezdett dolgozni. 1948–1949 között a Textilipari Igazgatóság, illetve a Selyemipari Központ munkatársa volt. 1949–1950 között a Magyar Viscosagyár jogtanácsosa volt. 1950–1952 között a Szentgotthárdi Selyemgyár jogásza volt. 1952–1963 között a Zalaegerszegi Ruhagyár jogtanácsosa volt. 1952-ben az ELTE Nyelv- és Irodalomtudományi Karán angol–magyar szakos középiskolai tanári oklevelet és orosz szakfordítói képesítést szerzett. 1963–1966 között a Fehérneműgyárban dolgozott. 1966–1976 között a Május 1. Ruhagyár és az Elegant Május 1. Ruhagyár jogtanácsosa volt. 1971-ben a hágai Nemzetközi Jogi Akadémia ösztöndíjasa volt.
Nemzetközi magánjoggal, a nemzetközi magánjog kérdéseivel, nemzetközi kereskedelmi és váltójoggal, valamint jogegységesítési törekvésekkel foglalkozott. Számos nemzetközi konferencián volt előadó. A németen és szerben túl latinul, angolul, franciául, oroszul, csehül, és lengyelül beszélt.

### Sportolói pályafutása
Sziklamászó túráit 1943-ban kezdte meg a Magas-Tátrában. 1971-ben megismételte Déchy Mór feltáró útját, délről érte el Svájc legmagasabb csúcsát, a 4634 m-es Dufour-csúcsot. Fáradhatatlanul népszerűsítette az alpinizmust. Közreműködött a Magas-Tátra turistatérképeinek szerkesztésében. Az Alpokban, a Dolomitokban, a Pireneusokban, a Skót-felföldön, Bulgáriában, Montenegróban (Crna Gora), Görögországban és Iránban túrázott.
A Kaukázus Kogutáj nevű 3800 m-es csúcsának megmászása közben érte a halál.

## Társulati tagságai
1941–1948 között a Budapesti Egyetemi Turista Egyesület tagja és alelnöke volt. 1950-től a Magyar Természetbarát Szövetség tagja volt. 1957–1976 között a Magyar Földrajzi Társaság Hegymászó Szakosztályának alapító tagja és elnöke volt. 1962-től a Magyar Iparjogvédelmi Egyesület tagja volt.

## Családja
Karl K. Lajos (1875–1938) irodalomtörténész és Szabó Etelka (1895–1962) középiskolai tanár voltak. 1950-ben házasságot kötött Kelemen Mariann-nal. Három fiuk született: Miklós (1951–), Kristóf (1954–) és Péter (1957–).

## Művei

### Jogtudomány
- A nemzetközi magánjog egyes kérdései (Jogtudományi Közlöny, 1959)
- Tervszerződés és az új szállítási alapfeltétel (Textilipari Tervgazdaság, 1961)
- A közreműködőért való felelősség kérdései (Döntőbíráskodás, 1963)
- A csehszlovák nemzetközi magánjogi gyakorlat, különös tekintettel a kereskedelmi vételre (A nemzetközi gazdasági kapcsolatok jogi problémái. Szerkesztette: Simon Gyula, Budapest, 1963)
- A ruházati export szerződéses kapcsolatai (Textilipari Tervgazdaság, 1964)
- A szovjet polgári törvényhozás alapelveinek nemzetközi magánjogi vonatkozásai (Jogtudományi Közlöny, 1965)
- Gondolatok a szállítási szerződési rendszer reformjához (Döntőbíráskodás, 1965)
- Jogszabályválasztás a nemzetközi vételnél (Külkereskedelmi Jog, 1966)
- The Self Regulatory Character of the International Sale of Goods (Questions of International Law. Budapest, 1968)
- A nemzetközi kereskedelmi vétel és a Hágai Vételi Törvény – 1964 – kapcsolata (Kandidátusi értekezés, Budapest, 1972)
- Nemzetközi magánjogunk kodifikálása (Jogtudományi Közlöny, 1972)
- A nemzetközi kereskedelmi ügylet fogalma és tartalma (Jogtudományi Közlöny, 1972)
- Az intertemporális kollízió kérdései (Jogtudományi Közlöny, 1974)
- In memoriam Szászy István (Magyar Jog, 1976)

### Hegymászás
- Négy- és nyolcezresek között (Természettudományi Közlöny, 1962)
- Az Everest-győzelem évfordulója (Természettudományi Közlöny, 1963)
- Három expedíció története. Jégcsákánnyal az inka műveltség nyomában (Élet és Tudomány, 1964)
- Hegymászók a Hindukusban (Föld és Ég, 1967)
- A Szovjetunió hétezresei (Föld és Ég, 1968)
- Osztrák hegymászósiker a Hindukusban (Föld és Ég, 1969)
- Skóciában jártunk (Föld és Ég, 1970)
- Hegymászók emlékezete (Föld és Ég, 1971)
- Déchy Mór-emléktúra. – Kelet kapuja – Libanon. (Föld és Ég, 1972)
- Búcsú Komarnicki Romántól. – A hegyekért és az ifjúságért. Grósz Alfréd életútja. – Hegymászásunk hőskorról. Részletek Karlócai János rádió-előadásából (Hegymászó Híradó, 1973)
- A hegyek tiszteletében (Hegymászó Híradó, 1975).